# Erich-Loest-Preis
Der Erich-Loest-Preis ist ein 2016 anlässlich des 90. Geburtstags des Schriftstellers Erich Loest gestifteter und 2017 erstmals vergebener deutscher Literaturpreis. Er wird von der Medienstiftung der Sparkasse Leipzig in zweijährlichem Turnus jeweils am 24. Februar, dem Geburtstag Loests, „bevorzugt an Autoren aus Mitteldeutschland vergeben“ und ist mit 10.000 Euro dotiert (Stand 2025).

## Preisträger
- 2017: Guntram Vesper für seinen Roman Frohburg (Laudator: Andreas Platthaus)[2][3][4][5]
- 2019: Hans Joachim Schädlich, insbesondere für seinen Roman Felix und Felka[6]
- 2021: Ulrike Almut Sandig für ihr lyrisches Werk sowie ihren Roman Monster wie wir[7]
- 2023: Ines Geipel als „engagierte und streitbare Stimme im Bemühen, die Wirkungsmechanismen von Diktaturen zu durchleuchten“[8][9] (Laudator: Durs Grünbein)
- 2025: Ronya Othmann für ihren Roman Vierundsiebzig[10]